# ジョン・レノン・ソングライティング・コンテスト
ジョン・レノン・ソングライティング・コンテスト（John Lennon Songwriting Contest）は、ビートルズのメンバーであったジョン・レノンの名を冠す、米国の国際的な作曲コンテスト。
プロ、アマの双方に門戸を開いており、12の部門から成る。毎年、部門別に各１名の「レノン・アワード（Lennon Award）」、さらに、翌年、その中から１名の「ソング・オブ・ザ・イヤー（Song of the Year）」が選出される。略称：JLSC。

## 歴史
1997年、バンド　I Am Siam で作曲とキーボードを担当したブライアン・ロスチャイルド（Brian Rothschild）と、音楽マネジメント会社 DAS Communications の創業者でプロデューサーのデビッド・ゾネンバーグ（David Sonenberg）が、オノ・ヨーコ（Yoko Ono）とともに創設した。初年度には、2万8千曲を以上の応募があったという。

## 応募と審査の基準

### 応募
アマチュアとプロの双方に門戸を開く登竜門のひとつとして、インストゥルメンタルだけでなく、ヴォーカルの入った曲も受け付けている。
下記の12部門があり、応募者は、MP3、CD、カセットテープのいずかの手段によって、１部門にエントリーする。
- キッズ
- カントリー
- エレクトリック（電子音楽）
- フォーク
- ゴスペル／インスピレーショナル
- ヒップホップ
- ジャズ
- ラテン
- ポップ
- R＆B
- ロック
- ワールド・ミュージック（エスニック、民族音楽など）

また、エントリーには一曲につき＄30の費用を支払う必要がある。　10曲なら＄300となり曲数×＄30が必要になる。

### 審査
審査は、提出作品のパフォーマンスではなく、曲自体の独創性、メロディ、構成、歌詞（歌詞がある場合）に対する評価に基づいて行われる。
審査員は、ファーギー（Fergie）、ブーツィー・コリンズ、ジミー・クリフ、ネイザン・イースト、ジョージ・クリントン、シーラ・E、フリー(Red Hot Chili Peppers)、ザ・ヴェロニカズ(The Veronicas)、ナターシャ・ベディングフィールド、Bob Weir、The Bacon Brothers、Ryan Shaw、Ken Komisar、ジェシー・ハリス、Lamont Dozier、Matt Pinfield, など、著名なレコーディング・アーティストや業界関係者。

## 受賞者の選定

### 選定プロセス
コンテストは、毎年2回、セッション１とセッション２が開催され、セッションごとに12の部門から、グランプリ各１名、ファイナリストが各３名が選出される。
各部門のグランプリ受賞者は、直接対決とオンライン投票により、部門別の「レノン・アワード（Lennon Award）」の座を争い、翌年、その中から１名の「ソング・オブ・ザイヤー（Song of the Year）」が決定する。
2010年のソング・オブ・ザイヤーは、ニューヨークのロック歌手　イライザ・キャラハン（Eliza Callahan）の「Bridge Song」。

### スポンサーと賞品
ソング・オブ・ザ・イヤーの受賞者には2万ドルが贈呈されるほか、イベントへの参加、マスコミへの取材などの恩典が与えられる。また、アップル、ギブソン、エピフォン、ローランド、オーディオテクニカ、ボスなどの大手器材メーカーがスポンサーについており、グランプリ受賞者やファイナリストには器材等が贈呈される。

### 日本人受賞者
2011年　セッション1のジャズ部門において、ジャズピアニストで作曲家の兵頭佐和子（SAWAKO HYODO）が、ツアー帰り深夜の高速道路で近づいてきた住みなれた東京に安堵した気持ちを表現したという「Nostalgic Night」（JLSC公式ＨＰページ内リンクから試聴可能）で、日本人として初めてファイナリストに選出された。
2012年　セッション1のジャズ部門にて日本人初のグランドプライズ（最優秀賞）をジャズ・フレンチホルン奏者で作曲家の山村優子（Yuko Yamamura）が受賞した。
2013年　セッション1のジャズ部門にてグランドプライズ（最優秀賞）をジャズピアニストで作曲家の兵頭佐和子（SAWAKO HYODO）が受賞した。
2015年　セッション1のGospel/Inspirational部門にて、グローバルプロジェクトバンド、SkyBridge（スカイブリッジ）のリーダーを務めるUtako Toyamaが日本人初のシンガーソングライターとしてファイナリストに選出された。曲名: No Rain No Rainbow 
2015年 セッション2のR&B部門にてMiray がファイナリストに選出された。曲名は、Colourblind 。HPは www.mirayholic.com
2016年 セッション2の Gospel/Inspirational 部門にて、木島タロー & Dreamers Union Choir の "United Dreamers" がファイナリストに選出された。
2016年 セッション1のJazzカテゴリーでアルトSAX奏者澤井誠（Makoto Sawai) がグランドプライズ（最優秀賞）を受賞した。
2019年 セッション1の World部門にて、 愛知県 尾張旭市の作曲家 山本翔太が、作品名 Salamandra で、ファイナリストに選出された。
2019年　セッション1のジャズ部門にて、グローバルプロジェクトバンド、SkyBridge（スカイブリッジ）のリーダーを務めるUtako Toyamaが再びファイナリストに選出され、今コンテストで少なくとも日本人初、そして唯一の複数部門受賞者になった。
2019年 セッション2のWorld部門にてグランドプライズ（最優秀賞）を作曲家 Hiro Yamamoto が、作品名 Lost City で受賞した。
2022年 セッション1のJazz部門にて清水昭好の"Room106" がファイナリスト賞を受賞。
2022年 セッション1のWorld部門にて木村剛の"Ukraine in the Mist"　がファイナリスト賞を受賞。
2023年 セッション2のWorld部門にて長屋凜の"forgotten People（忘れられた人たち）"　が最優秀賞を受賞。
2023年 セッション2のJazz部門にて谷口正也の"First Wave"がファイナリスト賞を受賞。